# اولگا ایوانووا

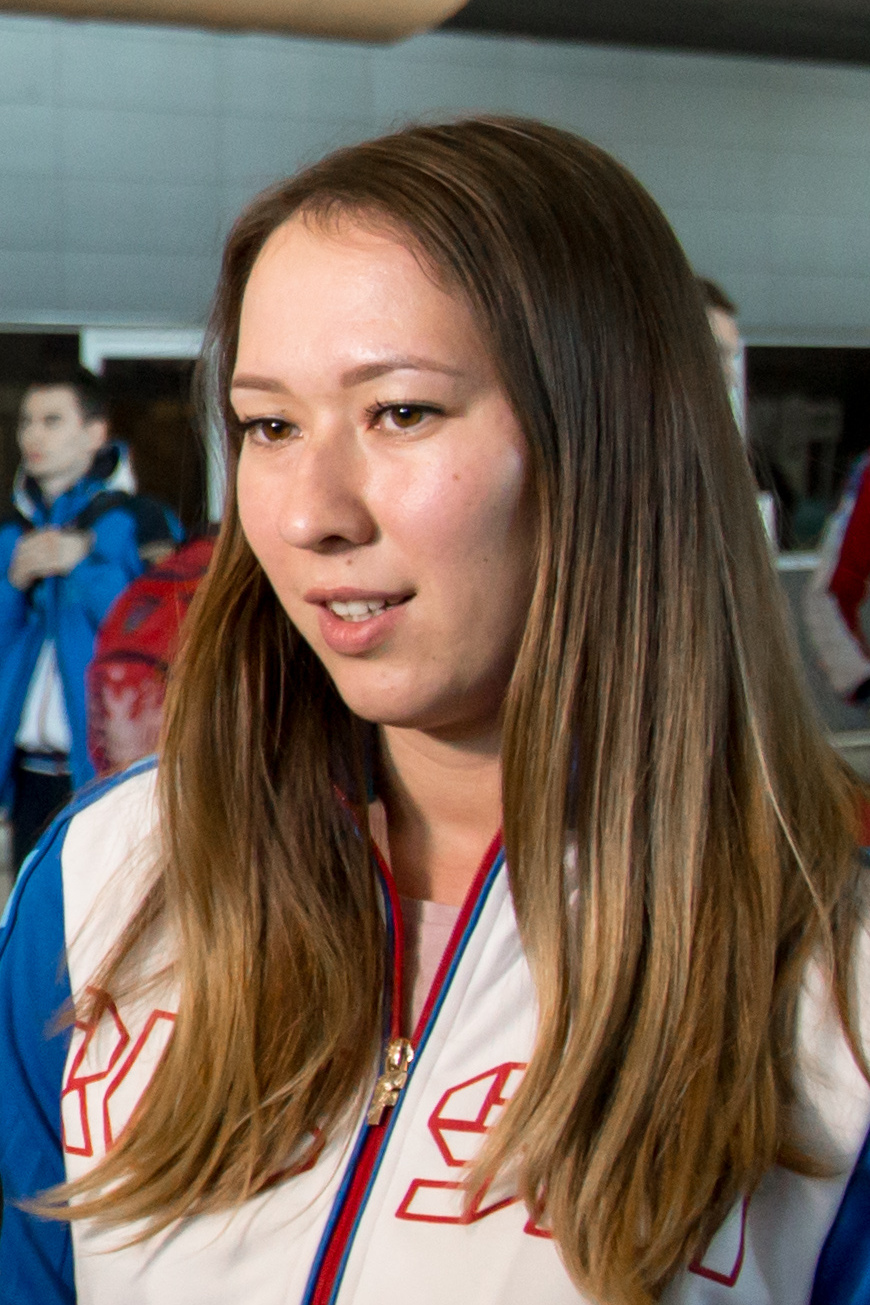
اولگا اریکوونا ایوانووا - ۲۰۱۸

اولگا اریکوونا ایوانووا (انگلیسی:Olga Erikovna Ivanova; متولد ۲۳ مارس ۱۹۹۳) تکواندوکار روسی است.
ایوانووا در مسابقات قهرمانی تکواندو جهان ۲۰۱۳ در کلاس سنگین‌وزن زنان (۷۳+ کیلوگرم) مدال طلا را از آن خود کرد، که اولین مدال طلای روسیه در مسابقات قهرمانی تکواندو جهان بود. در سپتامبر ۲۰۱۳، ایوانووا با لگد زدن به شکم مردی مهاجم، زنی را از یک درگیری جزئی نجات داد و برای مدت کافی مرد را به زمین انداخت تا قربانی دور شود.